# Stara Szewna
Stara Szewna – część wsi Szewna w Polsce, położona w województwie świętokrzyskim, w powiecie ostrowieckim, w gminie Bodzechów.
W latach 1975–1998 Stara Szewna administracyjnie należała do województwa kieleckiego.